# 零口站
新丰镇Ⅷ场原名零口站是一个陇海线上的铁路车站，位于陕西省西安市临潼区零口街道。
车站建于1934年，2004年从渭南车务段划归新丰镇站管辖。原零口直通场规模一级二场，上行场设有9条股道（含2条正线），下行场设有7条股道（含2条正线），东侧为机务折返所。2022年3月24日更名为新丰镇车站Ⅷ场，上下行各设有9条股道。